# لعق الفرج الذاتي
لعق الفرج الذاتي(1) هو نوع من أنواع الاستمناء الذي يتضمن التحفيز الفموي للفرج الخاص بالشخص. تأدية اللحس على النفس يتطلب درجة عالية غير معتادة من المرونة مثل تلك التي يتمتع بها البهلوانيون أو الأشخاص مفرطو الحركة.

## الهوامش
- «1»: لعق الفرج الذاتي أو لعق فرجي ذاتي (بالإنجليزية: Autocunnilingus)، ويتكون الاسم الإنجليزي من بادئة «Auto-» وتعني ذاتي، ولاحقة «-cunnilingus» وتعني لعق الفرج[ar 1] أو لعق فرجي.[ar 2] تُعرب بعض المصادر مصطلح «cunnilingus» إلى «تبظير» أو «لعق البظر»،[ar 3] ولكنَّ مصطلح «Autocunnilingus» يشمل فرج المرأة فقط ولا يشمل البظر.[ar 4]

### باللغة الإنجليزية
1. ↑  "autocunnilingus", The Complete Dictionary of Sexology, expanded ed., ed. Robert T. Francoeur et al., New York: Continuum, 1995, (ردمك 9780826406729), p. 49.
2. ↑  Liggio، Fernando (2010). "Trattato moderno di psicopatologia della sessualità" - "Modern treatise on the psychopathology of sexuality". Biblioteca Universitaria. ص. 65. ISBN:978-8-86292-023-0. مؤرشف من الأصل في 2023-10-21. اطلع عليه بتاريخ 2023-10-19.(بالإيطالية)
3. ↑  "Schlangenfrau gesucht" - "Sought: snake-woman", Mario Günther-Bruns, Sexgott: 1.000 Tabubrüche, Diana 60223, Munich: Heyne, 2013, (ردمك 9783453602236), n. p. (بالألمانية) نسخة محفوظة 2023-08-23 على موقع واي باك مشين.
4. ↑  Eva Christina, The Book of Kink: Sex Beyond the Missionary, New York: Perigee, 2011, (ردمك 978-0-399-53694-6), 706018293, n. p. نسخة محفوظة 2023-08-23 على موقع واي باك مشين.
5. ↑  Jesse Bering, "So Close, and Yet So Far Away: The Contorted History of Autofellatio", in Why Is the Penis Shaped Like That?: And Other Reflections on Being Human, New York: Scientific American / Farrar, Straus, Giroux, 2012, (ردمك 9780374532925), pp. 11–16, p. 16. نسخة محفوظة 2023-08-23 على موقع واي باك مشين.
6. ↑  Drawing, Art of Love: Nearly 100 Sex Positions and Wealth of Illustrated Material from Foreplay to Anatomy, e-book, Mobilereference.com, 2007, (ردمك 9781605011172), n.p.

### باللغة العربيَّة
1. ↑  ميشيل إبراهيم؛ غسان منصور؛ ريتا صياح؛ فادي فرحات (2006). قاموس المصطلحات الطبية: (إنكليزي-عربي)، مع مسرد (فرنسي-إنكليزي) بالتعابير الطبية ذات الجذور المختلفة (بالعربية والإنجليزية) (ط. 1). بيروت: دار الكتب العلمية. ص. 169. ISBN:978-2-7451-5027-1. OCLC:70859660. QID:Q126730603.
2. ↑  حسين خليفة (1977). قاموس خليفة الطبي (بالعربية والإنجليزية). القاهرة: الهيئة المصرية العامة للكتاب. ص. 49. ISBN:978-977-201-388-3. LCCN:78961598. OCLC:11318210. OL:21187046M. QID:Q126418510.
3. ↑  عبد المنعم الحنفي (1978). معجم لاتيني/عربي. مكتبة مدبولي. ص. 54. OCLC:17028340.
4. ↑  جابر عبد الحميد جابر؛ علاء الدين كفافي (1988)، معجم علم النفس والطب النفسي (بالعربية والإنجليزية)، دار النهضة العربية، ج. 2، OCLC:21032881، QID:Q131522488